# 奥拉克
奥拉克，是主要使用于挪威的挪威語姓。以下知名人物使用此姓：
- 托内·奥拉克（1884年4月23日－1971年7月9日），挪威作家。